# Partula garretti
Partula garretti foi uma espécie de gastrópodes da família Partulidae.
Foi endémica da Polinésia Francesa.